# Katholische Kirche im Kanton Bern

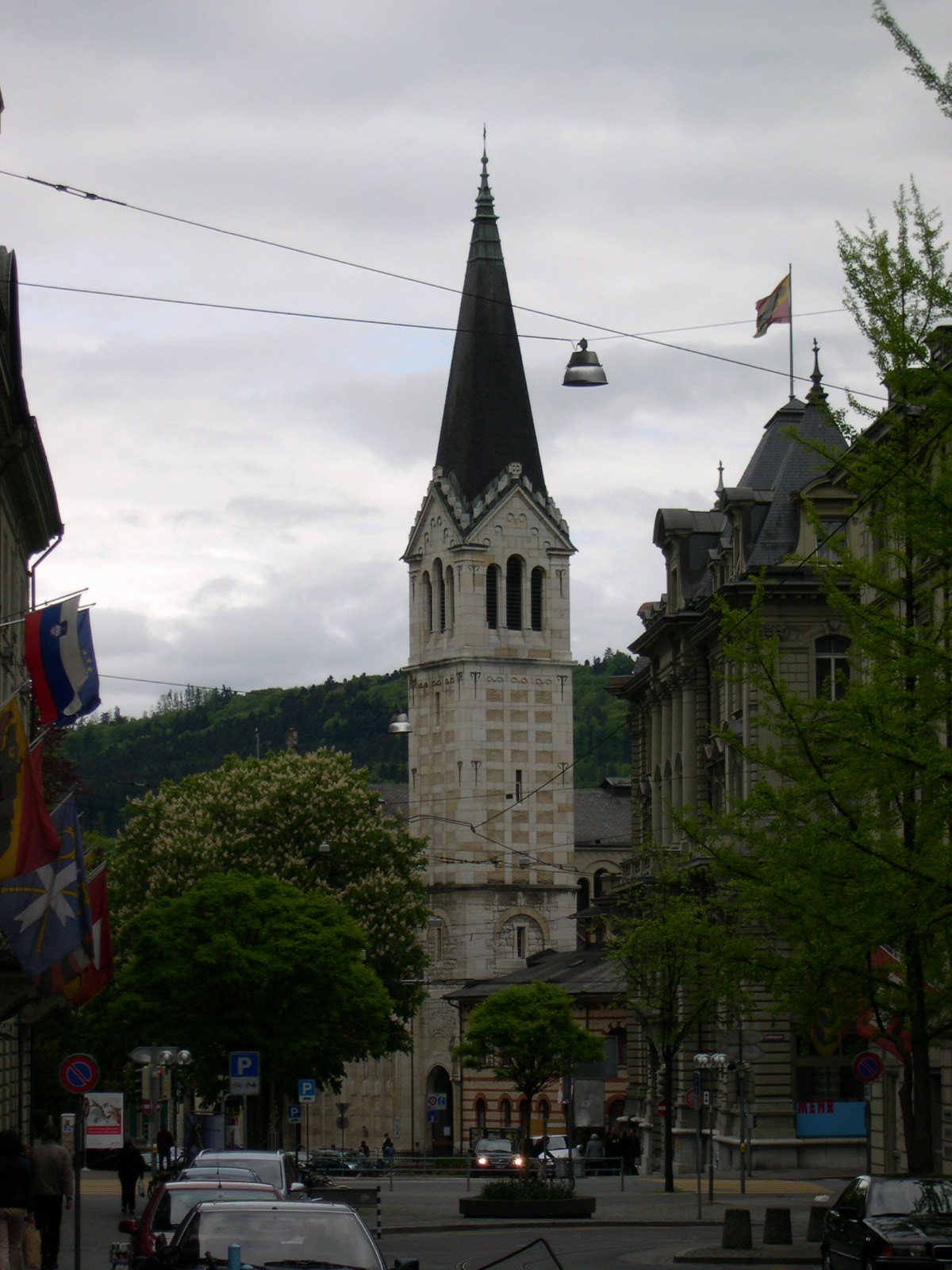
Turm der katholischen Dreifaltigkeitskirche in Bern

Die römisch-katholische Kirche im Kanton Bern zählt 134'680 Mitglieder (15,6 % der Kantonsbevölkerung), wovon rund ein Drittel Ausländer sind. Zur katholischen Kirche lassen sich auch die 1147 Christkatholiken rechnen. Die Mehrheit der Kantonsbewohner ist evangelisch-reformiert (50,25 %). Der Kanton Bern gehört zusammen mit den Kantonen Solothurn und Jura zur Bistumsregion St. Verena des Bistums Basel und umfasst sieben Pastoralräume, zu denen insgesamt 46 römisch-katholische Pfarreien gerechnet werden. Auf der staatskirchenrechtlichen, von der Kantonsverfassung öffentlich-rechtlich anerkannten Ebene bilden 33 Kirchgemeinden die römisch-katholische Landeskirche des Kantons Bern.

## Geschichte

### Von der Duldung zur Anerkennung
1799: Seit der Kanton Bern 1528 reformiert wurde, sind katholische Kultushandlungen verboten. Auf Begehren der katholischen Mitglieder der Behörden der Helvetischen Republik wird am 9. Juni – nach einem Unterbruch von 271 Jahren – im Berner Münster erstmals wieder eine Messe gefeiert. P. Gregor Girard wirkt dort als einer der ersten Diasporapfarrer der Schweiz. In der Stadt Bern leben etwa 1000 Katholiken.
1803: Nachdem die helvetische Regierung abgetreten ist, wird im Kanton Bern wieder nur die reformierte Kirche anerkannt. Die Katholiken werden lediglich geduldet. Die Konversion von Reformierten gilt als Störung des Religionsfriedens und ist strafbar. In der Stadt Bern sinkt die Zahl der Katholiken auf rund 300.
1804: Der Berner Kleine Rat erlaubt «in der Hauptstadt allein» die Fortsetzung des katholischen Gottesdienstes unter Aufsicht des Kirchenrates, der sich aus reformierten Geistlichen und Regierungsmitgliedern zusammensetzt. Während 60 Jahren haben die Katholiken Gastrecht in der Predigerkirche.
1815: Der Wiener Kongress verbindet den Jura als Teil des ehemaligen Fürstbistums Basel mit dem Kanton Bern. Die Vereinigungsurkunde vom 23. November gestattet die Ausübung der römisch-katholischen Religion in den katholischen Gemeinden des Juras. Die Pfarreien des Juras sind somit staatlich anerkannt, die Pfarrei der Stadt Bern weiterhin nur geduldet. Der Kanton Bern zählt mit dem überwiegend katholischen Jura insgesamt 50'000 Katholiken, wovon nur ca. 2'000 bis 3'000 im alten Kantonsteil leben.
1828: Das Bistum Basel wird aufgrund eines Konkordats zwischen dem Heiligen Stuhl und den Kantonen Luzern, Bern, Solothurn und Zug wiederhergestellt und neu umschrieben. Dem Bistum Basel wird nicht der ganze Kanton Bern, sondern nur der ihm im Wiener Kongress abgetretene Gebietsteil angeschlossen.
1831: Die liberale Verfassung des Kantons Bern gewährleistet die Glaubensfreiheit, aber auch «die Rechte der bestehenden evangelisch-reformierten Landeskirche sowie der römisch-katholischen Kirche in den sich zu ihnen bekennenden Gemeinden».

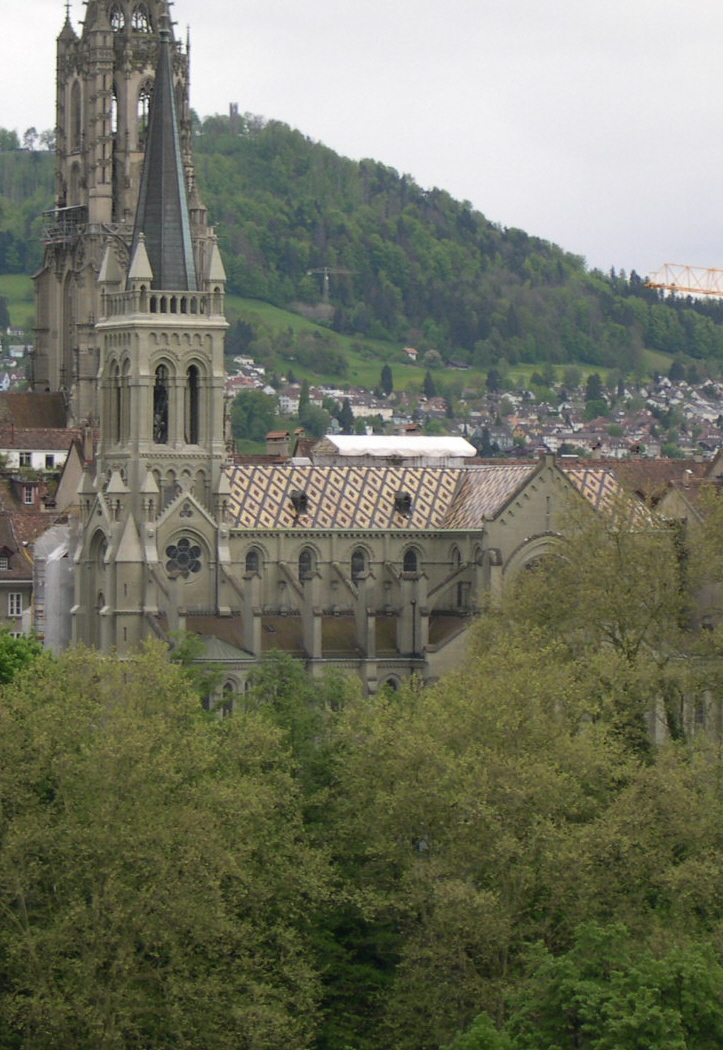
Sankt-Peter-und-Paul-Kirche

1846: Die neue Staatsverfassung des Kantons Bern wiederholt die Genehmigungen ihrer Vorgängerin und spricht einer aus Katholiken zusammengesetzten Kirchenkommission das Antrags- und Vorberatungsrecht in römisch-katholischen Kirchensachen zu, soweit diese in den Bereich der Staatsbehörden fallen. Eine solche Kommission bestand zwar schon seit 1832.
1850: Die Zahl der Katholiken in der Stadt Bern steigt auf etwa 1500, im Kanton Bern (ohne Berner Jura und Biel) auf rund 3700, was einem Katholikenanteil von 1,0 % an der Gesamtbevölkerung entspricht.
1864: In Bern wird die erste katholische Kirche der nachreformatorischen Zeit St. Peter und Paul neben dem Berner Rathaus eingeweiht. Im gleichen Jahr wird durch eine Übereinkunft zwischen dem Heiligen Stuhl und dem Kanton Bern der alte Kantonsteil (Berner Jura und Biel) ebenfalls dem Bistum Basel zugeteilt.

### Der Kulturkampf und seine Überwindung
1873: Im Zuge der französischen Revolution (1789), insbesondere im Anschluss an die Dogmatisierung der päpstlichen Unfehlbarkeit im I. Vatikanischen Konzil (1870) tobt der so genannte Kulturkampf, die Auseinandersetzung mit der katholischen Kirche, im Kanton Bern besonders heftig. Die Bistumskantone setzen Bischof Lachat ab, die Berner Regierung enthebt die zu Lachat haltenden jurassischen Pfarrer ihres Amtes und weist sie aus dem Kanton.
1874: Die romtreuen Katholiken verlieren die staatliche Anerkennung sowie ihre Kirchen in Bern und Biel an die Christkatholiken. Das Gesetz über die Organisation des Kirchenwesens sieht für die katholische Landeskirche die gleiche Organisation wie für die reformierte vor. Durch das Dekret vom 2. Dezember organisiert der Grosse Rat eine katholische Synode, die als Ausgestaltung der in der 1846er Verfassung vorgesehenen Katholischen Kirchenkommission bezeichnet wird.
1878: Rom erlaubt es den Katholiken, sich an den Wahlen der Kirchgemeinderäte zu beteiligen. Die Katholiken im Jura machen davon Gebrauch und erlangen in den meisten Kirchgemeinden die Mehrheit. Sie holen die abgesetzten, inzwischen vom Staat amnestierten Pfarrer zurück.
1880: Die katholische Synode, in der die Christkatholiken inzwischen ebenfalls in die Minderheit versetzt worden sind, hebt verschiedene in den Jahren 1875 bis 1877 gefasste Beschlüsse wieder auf, welche der römisch-katholischen Glaubenslehre zuwiderliefen. Nachher wird die Synode nicht mehr einberufen.
1893: Nach Artikel 84 der Staatsverfassung sind die Evangelisch-reformierte, die Römisch-katholische und die Christkatholische Kirche die anerkannten Landeskirchen in den sich zu ihnen bekennenden Gemeinden. Nach diesem 'Friedensschluss' lassen sich die Pfarreien Biel und St. Imier (1898), Tramelan (1905) und Tavannes (1922) durch Grossratsdekret als Kirchgemeinden anerkennen. Im alten Kantonsteil wirkt die Angst vor einer Wiederholung der im Kulturkampf erlittenen Verluste noch länger nach, so dass die massgebenden Kreise an der privatrechtlichen Organisation festhalten.
1895: Der Grosse Rat regelt mit dem Dekret vom 27. November die Organisation der römisch-katholischen Kommission.
1898: Der Grosse Rat erlässt am 23. Februar ein Dekret über die Ausscheidung der katholischen Kirchgemeinden des Kantons Bern nach ihrer Zugehörigkeit zur römisch-katholischen oder zur christkatholischen Landeskirche.
1899: Die römisch-katholische Bevölkerung der Stadt Bern bezieht mit Pfarrer Jakobus Stammler nach 30 Jahren der Wiederaufbauarbeit die neue Dreifaltigkeitskirche.
1900: Im Zusammenhang mit der Ausländerzuwanderung ist die Katholikenzahl in der Stadt Bern von rund 4100 im Jahr 1888 auf über 7000 angestiegen, was rund 9 Prozent der Wohnbevölkerung entspricht. Davon bekennen sich rund zwei Drittel zur Römisch-katholischen, ein Drittel zur christkatholischen Kirche.
1910: Am 5. November erscheint erstmals das Korrespondenzblatt für die römisch-katholische Pfarrei Bern. 1964 kommt die Zusammenarbeit mit dem Langenthaler Pfarrblatt. 1974 schliessen sich alle Pfarreien des alten Kantonteils zusammen zur Herausgabe eines gemeinsamen Pfarrblattes.
1921: Der Kanton Bern nimmt die seit dem Kulturkampf unterbrochenen Beziehungen zum Bistum Basel wieder auf.
1925: Am 3. Oktober erscheint die erste Nummer der Neuen Berner Nachrichten, der Tageszeitung der Berner Katholiken. Obschon die Zeitung in kleiner Auflage (max. 1000) erscheint und sie 1971 wegen wirtschaftlicher Schwierigkeiten eingestellt werden muss, spielt sie eine bedeutende Rolle als Sprachrohr der katholischen Minderheit sowie als Beobachterin und Gestalterin eines Stücks Katholisch Berns.
1927: Die Katholische Buchhandlung in Bern wird eröffnet. Zwei Jahre später wird sie von Paul Voirol unter seinem Namen übernommen, ab 1994 wird sie zur Ökumenischen Buchhandlung Voirol. Im Zuge der italienischen Zuwanderung wird die Missione Cattolica Italiana di Berna gegründet. Mit dem Erwerb der Prairie durch die Dreifaltigkeitspfarrei in Bern werden wichtige seelsorgerliche Unternehmen ins Leben gerufen. Dank der Mithilfe von Freiwilligen bietet das offene Haus bis heute Gastfreundschaft für sozial Schwächere.
1935: Mit dem Dekret vom 13. Mai, das die Umschreibung und Organisation der Römisch-katholischen Kirchgemeinden im Kanton Bern regelt, werden im Jura zusätzlich 15 Kirchgemeinden errichtet. Damit sind alle 1874 aufgehobenen wiederhergestellt und ihre Zahl erhöht sich auf 81.

### Aufbruch zu einer fortschreitenden Kirche
1939: Im Kanton Bern (ohne Berner Jura und Biel) werden mit dem Dekret vom 8. März des Grossen Rates acht römisch-katholische Kirchgemeinden errichtet und anerkannt: Bern Dreifaltigkeit, Bern St. Marien, Bern St. Antonius, welche sich zur römisch-katholischen Gesamtkirchgemeinde Bern zusammenschliessen, sowie Burgdorf, Langenthal, Interlaken, Spiez und Thun. Mit der staatlichen Anerkennung erfolgt die offizielle Gleichbehandlung der fortan drei Landeskirchen.
1942: In allen Pfarreien des Kantons Bern entstanden seit der Jahrhundertwende Frauen- und Müttergemeinschaften. Sie vernetzen sich und gründen am 8. Februar den Dachverband Katholischer Frauenbund Bern (KFB).
1945: Am 6. Mai wird das neue, heute noch geltende Gesetz über die Organisation des Kirchenwesens (seit dem 1. Juli 1996 heisst es: Gesetz über die bernischen Landeskirchen) erlassen. Art. 71 sieht weiterhin eine Römisch-katholische Kommission, bestehend aus elf Mitgliedern vor. Vier von ihnen müssen geistlichen und sieben weltlichen Standes sein; sie werden auf eine Amtsdauer von vier Jahren durch die stimmberechtigten Bürger der römisch-katholischen Konfession gewählt.
1947: Die Jesuiten, welche sich seit 1927 um die Studentenseelsorge kümmern, beziehen das aki (Kürzel für 'Akademikerhaus') in Bern.
1952: Die römisch-katholischen Kirchgemeinden gründen den Verband der Römisch-katholischen Kirchgemeinden des alten Kantonsteils. Dieser Zweckverband ermöglicht eine überregionale freiwillige Selbsthilfe.
1963: Mit der gleichen Absicht schliessen sich die Kirchgemeinden des französischsprachigen Kantonsteils zum Verein Caisse de compensation des paroisses catholiques romaines du Jura et de Bienne zusammen.
1969: Die Ökumene wird mit der Gründung der Arbeitsgemeinschaft christlicher Kirchen im Kanton Bern (AKB) unterstützt. 1972 folgt die Gründung der Arbeitsgemeinschaft christlicher Kirchen in der Stadt Bern (AKiB).
1970: In einer Zeit des Aufbruchs entsteht die regionale Jugendseelsorge. Seit 1941 hat die katholische Bevölkerung im Kanton Bern die grösste Zuwachsrate erfahren, da viele Bundesbeamte aus katholischen Kantonen sowie Migranten aus Italien und Spanien zugewandert sind. Im Kanton Bern ist die Zahl der Katholiken von 19'000 auf 65'500 gestiegen, der relative Anteil stieg von 9 auf 21 Prozent an.
1971: Die Delegierten aller Kirchgemeinden erteilen der Römisch-katholischen Kommission den Auftrag, eine Synode zu schaffen. In der Region Bern findet die traditionelle Volksmission im Zuge der Progressio 71 in völlig neuer Form statt. Im Rückblick auf das 2. Vatikanische Konzil und im Hinblick auf die Synode 72 soll das Volk Gottes eine fortschreitende Kirche werden. Ein von Laien geprägter Gruppengottesdienst und die Thesen von Stephan Pfürtner zu Moral – was gilt heute noch? führen zur Polarisierung und zu Schlagzeilen.
1974: Alle Pfarreien des Kantons Bern (ohne Berner Jura und Biel) schliessen sich zusammen zur Herausgabe eines gemeinsamen Pfarrblattes. Das Berner pfarrblatt erscheint bis heute wöchentlich. Das Dekanat Bern-Stadt entsteht. Obschon es weit ins Bernbiet hinausreicht, ist es von der modernen, urbanen Kultur geprägt. Die Territorialpfarrei hat ausgedient und wird durch eine Stadtpastoral ersetzt.
1976: Nachdem bereits seit 1899 die ersten französischsprachigen Vikare und Priester in Bern wirkten, wird die Paroisse de langue française gegründet.
1978: Die Römisch-katholischen Kirchgemeinden im Gebiet des neuen Kantons Jura wechseln ihre Staatszugehörigkeit vom Kanton Bern zum Kanton Jura. Die Römisch-katholische Kirche wird auch im neuen Kanton als öffentlich-rechtliche Körperschaft anerkannt. Sie organisiert sich gemäss Verfassung und Kirchengesetz als Collectivité ecclésiastique cantonale catholique romaine.
1979: Der revidierte Artikel 84 der Staatsverfassung des Kantons Bern, der die Römisch-katholische Kommission nicht mehr erwähnt, ermöglicht die Schaffung einer römisch-katholischen Synode.
1981: Die römisch-katholischen Kirchgemeinden stimmen mehrheitlich der von der Römisch-katholischen Kommission ausgearbeiteten Kirchenverfassung zu; drei Kirchgemeinden lehnen sie ab. Die Kirchenverfassung wird auf den 1. August in Kraft gesetzt.
1982: Die Synode tritt am 12. Juni in Anwesenheit von Bischof Anton Hänggi zur konstituierenden Sitzung in Bern zusammen und bildet die Römisch-katholische Landeskirche des Kantons Bern (französisch Église nationale catholique romaine du canton de Berne).
1983: Die Kirchen sind beim Start der Berner Lokalradios mit der ökumenischen Sendung chrüz u quer von Anfang an dabei.
1984: Papst Johannes Paul II. macht auf seinem Pastoralbesuch in der Schweiz vom 12. bis 17. Juni auch Station in Bern und im ökumenischen Zentrum Kehrsatz, wo er seine Unterstützung für die ökumenische Bewegung zu erkennen gibt und die Bischöfe dazu auffordert, selbst nach verantwortbaren ökumenischen Lösungen zu suchen, die der besonderen Situation der Schweiz entsprechen.
1985: Die Caritas-Regionalstelle Bern nimmt als Arbeitsstelle der Landeskirche Bern ihre Tätigkeit auf.
1987: Zur vertieften Behandlung grundsätzlicher Fragen hält die Synode in Gwatt erstmals eine zweitägige Klausurtagung ab. Weitere Klausurtagungen folgen 1992 in Gwatt und 1996 im Rüttihubelbad.

### Die jüngsten Entwicklungen
1993: Auf Ende des Jahres schliesst sich der Amtsbezirk Laufen dem Kanton Basel-Landschaft an, wodurch die Landeskirche Bern eine ihrer fünf Regionen verliert.
1994: Die Synode der Landeskirche Bern nimmt am 19. November eine Vorlage zur Revision der Kirchenverfassung an. Die wichtigsten Änderungen sind: Das Ausländerstimmrecht wird eingeführt, wie es die neue Kantonsverfassung ermöglicht. Die Beschäftigung der Landeskirche mit pastoralen, also innerkirchlichen Fragen erhält eine deutlichere rechtliche Grundlage als bisher. Die Zahl der Synoden-Abgeordneten ist nicht mehr auf 90 fixiert, sondern variabel (1–5 je nach Grösse der Kirchgemeinde). Statt regional werden die Synodalen jetzt direkt von den Kirchgemeinden gewählt. Die zehn Dekanatsvertretungen in der Synode wie auch die Regionaldekane und Dekane, die dem Synodalrat angehören, erhalten das volle Stimmrecht. Die rechtliche Stellung der Regionalkommissionen wird der tatsächlichen Entwicklung angepasst.
1995: Die Verfassungsrevision wird von den stimmberechtigten Katholiken angenommen. Caritas Bern verselbständigt sich als Verein, der durch die Landeskirche subventioniert wird.
1996: Eine Arbeitsgruppe liefert dem Synodalrat der Landeskirche Bern einen Bericht zum Thema Unterwegs zu einer synodalen Kirche ab. Am 21. Juni 1997 und am 21. März 1998 schaffen zwei von der Arbeitsgruppe einberufene Versammlungen ein forum katholische kirche kanton bern. Diese offene «Gesprächs- und Vernetzungsplattform» tagt erstmals am 7. November 1998 in Ostermundigen. Die Streitkultur in der Kirche und die Ökumenische Konsultation sind die Hauptthemen.
1998: Nachdem das Berner Stimmvolk noch 1973 mehrheitlich für die Beibehaltung des Jesuitenverbots stimmte, werden in Bern zwei Jesuiten zu Priestern gewählt.
1999: 1999 ist ein dreifaches Jubiläumsjahr für die katholische Kirche im Kanton Bern: 1000 Jahre Donation der Abtei Moutier-Grandval (999 Schenkung des Juras und eines Teiles des Mittellandes von Burgunderkönig Rudolf III., was zur historischen Wiederherstellung des Fürstbistums Basel führte), 200 Jahre Katholische Kirche Bern (1799 erster katholischer Gottesdienst im Berner Münster nach der Reformation) und 100 Jahre Dreifaltigkeitskirche Bern.
2000: Auf Antrag der Regionalkommission Bern wird zur Verlautbarung Dominus Jesus eine Stellungnahme verabschiedet, in der sich die Landeskirche Bern zur Ökumene bekennt. Der zweisprachige Internetauftritt der römisch-katholischen Kirche im Kanton Bern geht online – mit dem Ziel, gemeinsame Kräfte zu nutzen, als Kirche einheitlich im Internet präsent zu sein und eine Plattform für die vielen Standpunkte der römisch-katholischen Konfession zu schaffen.
2001: Das Konzept Grossräumigere Regionalisierung des Bistums Basel wird vorgelegt. Die Landeskirche Bern bezieht Position zur Kirchenbesetzung der Sans-papiers.
2003: Bischof Kurt Koch ernennt die Mitglieder der Leitung der Bistumsregion Bern-Jura-Solothurn.
2004: Am 5. und 6. Juni findet in Bern das Nationale Jugendtreffen statt, das aufgrund des Besuchs von Papst Johannes Paul II. zu einem Medienereignis wird. In Biel, Christ-König, werden die Verantwortlichen des neu errichteten Bischofsvikariates St. Verena vom Bischof installiert. Die Erklärung der Synode Luzern zu drängenden seelsorglichen Fragen führt zur Bildung einer Arbeitsgruppe, die eine eigene Erklärung zum Thema erstellen soll.
2005: Berner Seelsorgende und die Landeskirche Bern setzen sich vor der Volksabstimmung zur Sonntagsarbeit am 27. November für den Sonntag als Tag der Ruhe ein.
2006: Verschiedene katholische Institutionen im Kanton Bern kämpfen gegen das neue, verschärfte Asyl- und Ausländergesetz, das vom Schweizer Stimmvolk am 24. September angenommen wird. Das Familienzulagengesetz wird von den katholischen Dekanaten Region Bern und Bern-Oberland unterstützt und am 26. November von den Abstimmenden angenommen. Am 26. November beginnt mit der Überreichung der Kerndokumente durch Bischof Kurt Koch der Umsetzungsprozess des Pastoralen Entwicklungsplanes im Bistum Basel, der auch im Kanton Bern Orientierung für das seelsorgerliche Handeln bieten soll.